# Soay (St. Kilda)
Soay (schottisch-gälisch: Soaigh) ist eine 0,97 km² große, unbewohnte Insel im schottischen St.-Kilda-Archipel, der abgelegensten Inselgruppe Großbritanniens. Diese Inselgruppe liegt im Atlantik, den Äußeren Hebriden benachbart.
Soay liegt rund zwei Kilometer nordwestlich der Hauptinsel Hirta und gilt als der westlichste Punkt Schottlands. Dabei wird der 300 Kilometer weiter westlich gelegene Felsen Rockall nicht berücksichtigt. Zwischen Hirta und Soay liegen die Stacs Soay Stac (61 Meter hoch) und der 73 Meter hohe Stac Biorach.
Der Name Soay ist nordischen Ursprungs und bedeutet „Schafinsel“. Tatsächlich beherbergt Soay die Ursprungspopulation der nach ihr benannten Soayschafe.
Die Insel ist vulkanischen Ursprungs und kaum zugänglich. In früherer Zeit wurde sie gelegentlich von Bewohnern der Hauptinsel Hirta aufgesucht, um Jagd auf Soayschafe zu machen.